# Hydraena armata
Hydraena armata es una especie de escarabajo del género Hydraena, familia Hydraenidae. Fue descrita científicamente por Reitter en 1881.
Esta especie se encuentra en Georgia.